# Nycteola bifasciana
Nycteola bifasciana är en fjärilsart som beskrevs av Donovan 1801. Nycteola bifasciana ingår i släktet Nycteola och familjen trågspinnare. Inga underarter finns listade i Catalogue of Life.